# Decipha boulardi
Decipha boulardi är en insektsart som först beskrevs av Synave 1979.  Decipha boulardi ingår i släktet Decipha och familjen Ricaniidae. Inga underarter finns listade i Catalogue of Life.